# Ripley (North Yorkshire)

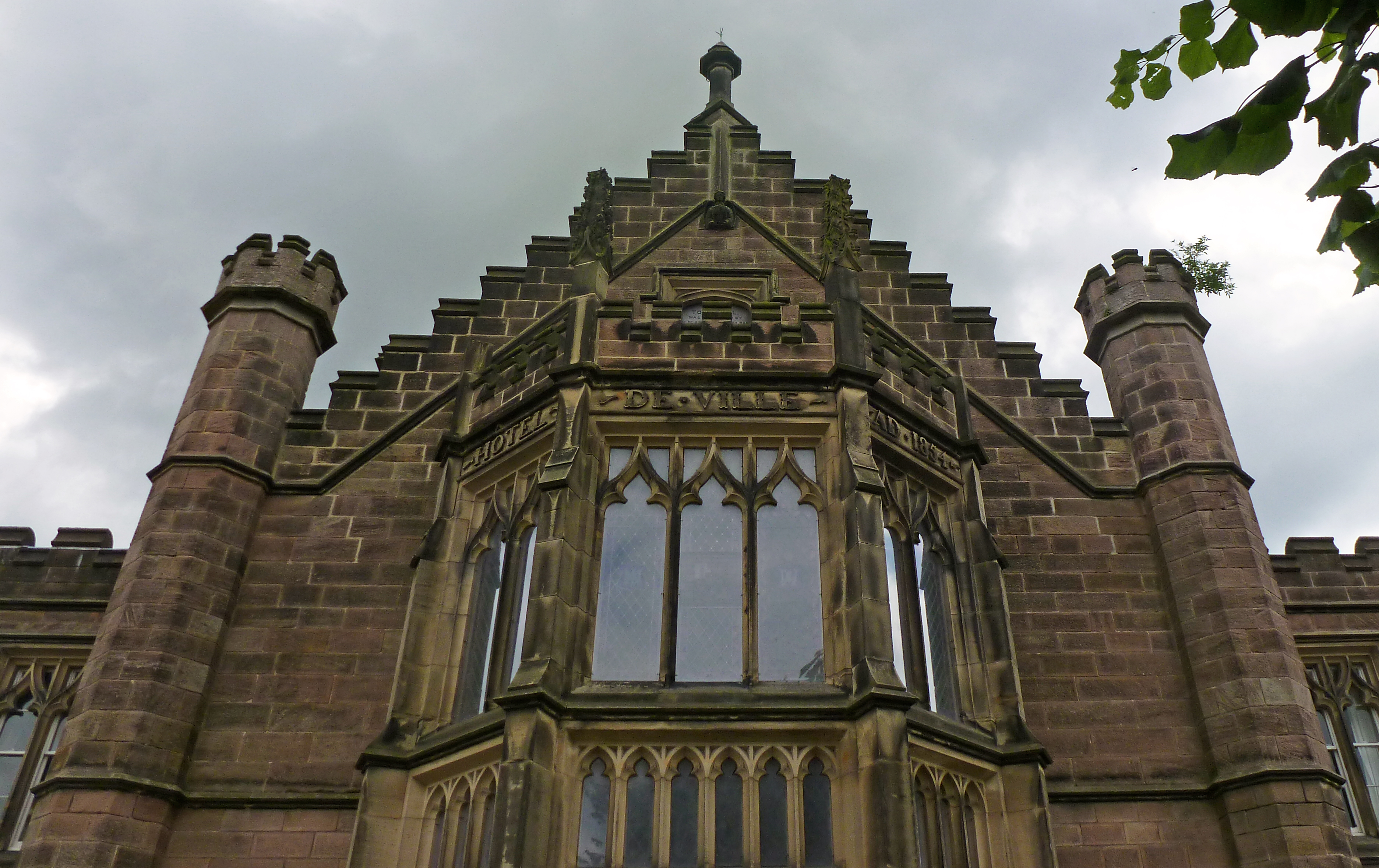
Il municipio di Ripley

Ripley è un villaggio con status di parrocchia civile dell'Inghilterra nord-orientale, facente parte della contea del North Yorkshire e del distretto di Harrogate e situato lungo il lago di Ripley (Ripley Lake).

## Geografia fisica
Ripley si trova nella parte orientale della contea del North Yorkshire, a nord del corso del fiume Nidd e tra le località di Harrogate e Ripon (rispettivamente a nord della prima e a sud della seconda).
Un tratto occidentale e settentrionale del villaggio è bagnata dalla sponda meridionale e orientale del lago di Ripley.

## Monumenti e luoghi d'interesse

### Architetture religiose

#### Chiesa di Ognissanti
Principale edificio religioso di Ripley è la Chiesa di Ognissanti, eretta nel XV secolo, ma ricostruita in gran parte nel 1567.

### Architetture civili

#### Castello di Ripley
L'edificio più famoso di Ripley è però il castello di Ripley (Ripley Castle): costruito nella forma attuale tra il XVI e la fine VIII secolo, ma le cui origini risalgono alla fine del XIII - inizio del XIV secolo, fu la residenza per circa 700 anni della famiglia Ingilby ed è circondato da giardini progettati da Capability Brown..
|  |